# Robert Joseph Bartl

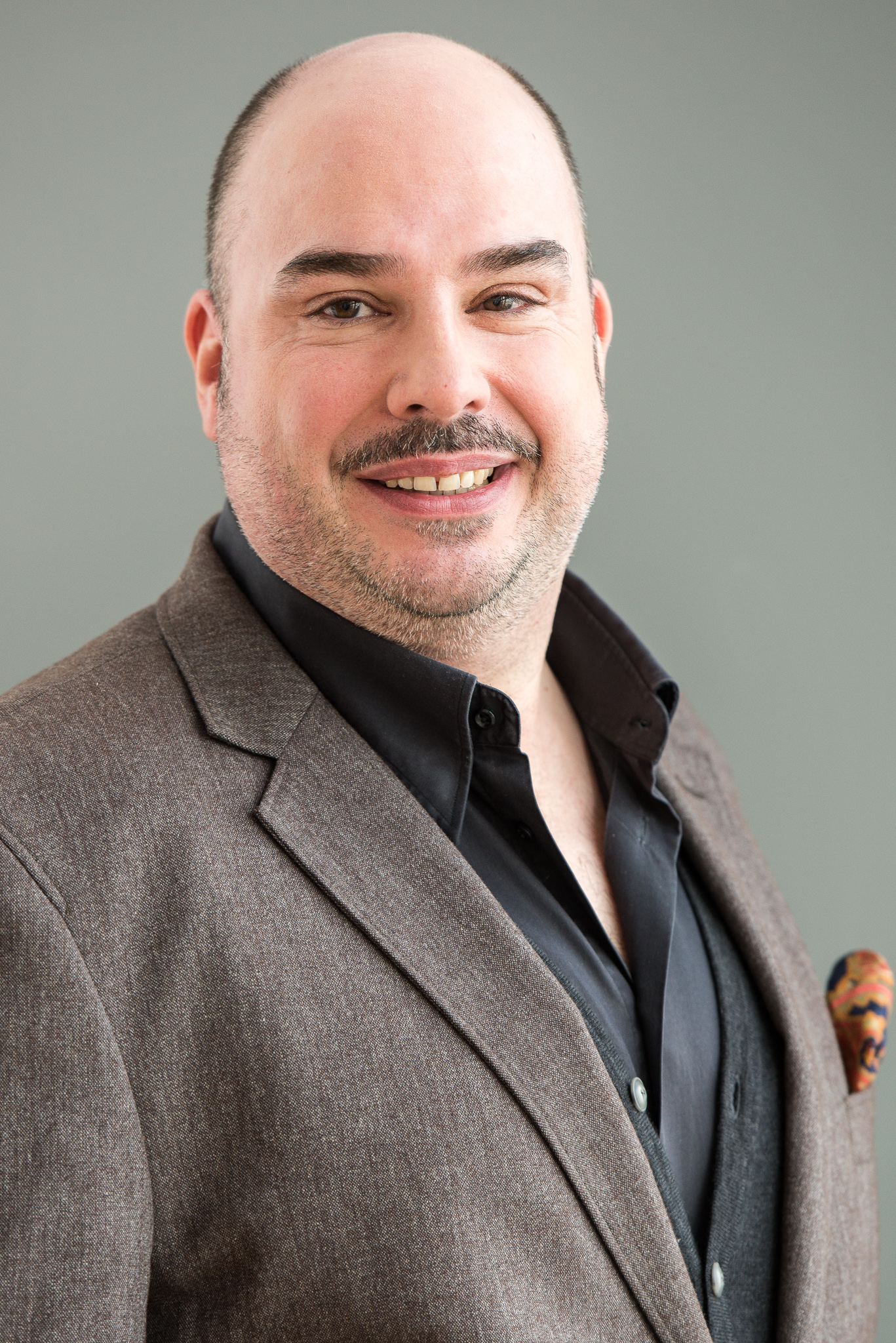
Robert Joseph Bartl, 2016

Robert Joseph Bartl (* 19. April 1973 in Garmisch-Partenkirchen) ist ein deutscher Schauspieler.

## Leben und Werk
Nach Bartls Abitur am Benediktinerinternat Ettal folgte ein einjähriger Studienaufenthalt (Kunstgeschichte) in Perugia, Italien, später das Studium der Germanistik in München.
1996 wurde Bartl am Max-Reinhardt-Seminar in Wien aufgenommen und erwarb 1998 seinen Magister Artium-Abschluss. Er erhielt eine Ausbildung zum Schauspieler unter anderem bei Artak Grigorjan, Klaus Maria Brandauer, Nikolaus Windisch-Spoerk und Samy Molcho. Bereits während des Studiums erfolgten Engagements in Wien, Hamburg und in der Schweiz. 1998 erhielt Bartl den Max-Reinhardt-Preis und trat im folgenden Jahr als Achill in Heinrich von Kleists Penthesilea bei den Wiener Festwochen unter der Regie von Ute Rauwald auf. Brandauer holte Robert Joseph Bartl 1999 als Eleve an das Wiener Burgtheater. Im gleichen Jahr wurde Peter Eschberg auf Bartl aufmerksam und engagierte ihn an das Schauspiel Frankfurt in Frankfurt am Main. Dort spielte er u. a. den Zettel in Shakespeares Ein Sommernachtstraum.
Als Dieter Dorn 2001 das Bayerische Staatsschauspiel als Intendant übernahm, engagierte er Bartl in seiner Debütrolle des Lancelot Gobbo in Shakespeares Der Kaufmann von Venedig am Münchner Residenztheater. Es folgten dort Rollen des klassischen, und modernen Repertoires, so zum Beispiel als Buddy in Fausto Paradivinos Peanuts oder in der Uraufführung von Tänzerinnen und Drücker von Franz Xaver Kroetz. Ab Dezember 2008 spielte Bartl 50 mal die Titelrolle in Tankred Dorsts Ich, Feuerbach im Münchner Marstall. In der Spielzeit 2009/2010 gastierte Bartl am Düsseldorfer Schauspielhaus als Camille Desmoulin in Büchners Dantons Tod.
Ab 2011 war Robert Joseph Bartl als freischaffender Schauspieler tätig. Er arbeitete für Film und Fernsehen und hält szenische Lesungen wie Die Zaubergeige von Franz Graf von Pocci oder Die Nachtigall des Zaren von Christine Wunnicke. In der Spielzeit 2012/2013 kehrte er nach Wien zurück. Im Wiener Volkstheater spielte er dort neben Marcello de Nardo in Unter der Treppe von Charles Dyer. Im selben Jahr debütierte Bartl am Münchner Volkstheater in Ghetto von Sobol unter der Regie des Hausherrn Christian Stückl.
Von 2014 bis 2025 spielte Bartl im Münchner Tatort-Team den Gerichtsmediziner und Opernliebhaber Dr. Mathias Steinbrecher.
Ab der Festspielsaison 2015 trat Robert Joseph Bartl bei den renommierten Bad Hersfelder Festspielen auf. Er spielte Rollen wie die des Müllermeisters in Krabat von Otfried Preußler oder die des Kardinal Cajetan in Dieter Wedels Luther-Stück. Für beide Arbeiten erhielt Bartl eine Auszeichnung: den Hersfeldpreis (mit Ensemble) für Krabat, sowie den Zuschauerpreis der Festspiele für seine Darstellung des Kardinal Cajetan.
Mit der Spielzeit 2019/2020 band sich Robert Joseph Bartl erneut fest an ein Haus. Direktor Herbert Föttinger berief Bartl als festes Ensemblemitglied im Sommer 2019 an das Theater in der Josefstadt nach Wien. Hier debütierte Bartl als Zangler in Einen Jux will er sich machen von Johann Nestroy. Regie führte Stephan Müller.
Robert Joseph Bartl eröffnete die Spielzeit 2023/24 in den Kammerspielen der Josefstadt als Dorfrichter Adam in Heinrich von Kleists Der zerbrochne Krug. Bartl setzte damit seine erfolgreiche Zusammenarbeit mit der Regisseurin Amélie Niermeyer fort.

## Filmografie
- 2001: Klinikum Nord, Episodenhauptrolle
- 2003: Die Rosenheim-Cops – Eine Leiche verschwindet
- 2004: Der Kaufmann von Venedig, 3sat
- 2004: Zwei am großen See – Die Eröffnung, ARD
- 2005: Mathilde liebt, ARD
- 2005: Wer früher stirbt ist länger tot
- 2006: Mein alter Freund Fritz, ZDF
- 2007: Der Komödienstadel – Der magische Anton
- 2009: Der Winzerkönig, ARD/ORF
- 2009: Der Komödienstadel – Der letzte Bär von Bayern
- 2010: Kanal fatal, BR
- 2010: Schlaflos in Schwabing, ARD
- 2011: Tatort: Jagdzeit, ARD
- 2011: Ausgerechnet Sex!, sat.1
- 2011: König Ludwig II. Mein Atem ist die Freiheit (voice over)
- 2012: Schafkopf – a bissel was geht immer, 1. Staffel, ZDF
- 2012: Paradies 505. Ein Niederbayernkrimi, BR
- 2013: Polizeiruf 110 – Kinderparadies, ARD
- 2013: SOKO 5113, ZDF
- 2013: Landauer – Der Präsident, BR, WDR
- 2013: Hubert und Staller – Die letzte Ruhe, ARD
- 2014–2025: Tatort (Fernsehreihe; einzelne Folgen → siehe Batic und Leitmayr)
- 2015: Monaco 110, Episodenrolle, BR
- 2015: Urban Divas, Serienpilot, HFF Abschlussfilm
- 2015: Heiter bis tödlich: München 7, Episodenrolle, BR
- 2015: Die Bergretter, ZDF & ORF
- 2016: Liebe bis in den Mord, ein Alpenthriller, ZDF
- 2016: SOKO Stuttgart, ZDF
- 2017: SOKO Stuttgart, ZDF
- 2017: Urban Divas, BR
- 2017: Akte Lansing, Miniserie, BR
- 2017: SOKO München, ZDF
- 2020: Nicht tot zu kriegen, ZDF

## Theater (Auswahl)
Theater in der Josefstadt
- 2025: Von Mäusen und Menschen von John Steinbeck, Regie: Torsten Fischer, Rolle: Lennie
- 2025: Die Affäre Rue de Lourcine von Eugène Labiche, Regie: Alexandra Liedtke, Rolle: Potard
- 2024: Biedermann und die Brandstifter von Max Frisch, Regie: Stephanie Mohr, Rolle: Schmitz
- 2024: Leben und Sterben in Wien von Thomas Arzt, Regie: Herbert Föttinger, Rolle: Großbauer Sepp / Der Priester
- 2023: Der zerbrochne Krug von Heinrich von Kleist, Regie: Amélie Niermeyer, Rolle: Dorfrichter Adam
- 2022: Jeder stirbt für sich allein von Franz Wittenbrink nach Hans Fallada, Regie: Josef E. Köpplinger, Rolle: Prall
- 2022: Der Wald von Alexander Ostrowskij, Regie: Stephan Müller, Rolle: Bodajew
- 2022: Anna Karenina von A. Petras und A. Niermeyer, Regie: Amélie Nermeyer, Rolle: Stepan
- 2022: Was ihr wollt von William Shakespeare, Regie: Torsten Fischer, Rolle: Sir Toby Rülp
- 2022: Rechnitz (Der Würgeengel) von Elfriede Jelinek, Regie: Anna Bergmann, Rolle: Muhr
- 2020: Der deutsche Mittagstisch von Thomas Bernhard, Regie: Claus Peymann, Rolle: diverse
- 2019: Einen Jux will er sich machen von Johann Nestroy,  Regie: Stephan Müller, Rolle: Zangler
- 2019: Der Kirschgarten von Anton Tschechow, Regie: Amélie Niermeyer, Rolle: Pischtschik

Bad Hersfelder Festspiele
- 2018/19: Shakespeare in Love (DEA) von Marc Norman und Tom Stoppard, Regie: Antoine Uitehag, Rolle: Fennyman
- 2018:  Indien von Alfred Dorfer und Josef Hader, Regie: Joern Hinkel, Rolle: Kurt Fellner
- 2017: Martin Luther – Der Anschlag, Regie: Dieter Wedel, Rolle: Kardinal Cajetan
- 2016: Krabat von Otfried Preußler, Regie: Joern Hinkel, Rolle: Meister
- 2015: Komödie der Irrungen von Shakespeare, Regie: Dieter Wedel, Rolle: Zirkusdirektor

Staatstheater am Gärtnerplatz
- 2015: Cinderella von Thomas Pigor, Regie: Josef E. Köpplinger, Rolle: Stiefmutter

Münchner Volkstheater
- 2015: Siegfried von Feridun Zaimoglu / Günter Senkel, Regie: Christian Stückl, Rolle: Hauslehrer/Brunhild
- 2014: Kasimir und Karoline von Ödön v. Horváth, Regie Hakan S. Mican, Rolle: Rauch
- 2013: Ghetto von Joshua Sobol, Regie: Christian Stückl, Rolle: Puppenspieler Srulik

Volkstheater in Wien
- 2014: Elling von Axel Hellstenius, Regie: Katrin Hiller, Rolle: Elling
- 2013: Unter der Treppe von Charles Dyer, Regie: Katrin Hiller, Rolle: Charles Dyer

Nibelungenfestspiele Worms
- 2014: Nibelungen – born this way von Dieter Wedel nach Hebbel, Regie: Dieter Wedel, Rolle: Dietrich von Bern
- 2006: Siegfrieds Frauen von Moritz Rinke, Regie: Dieter Wedel, Rolle: Gernot

Düsseldorfer Schauspielhaus
- 2010: Dantons Tod von Georg Büchner, Regie: Peter Eschberg, Rolle: Camille Desmoulins

Münchner Residenzwoche
- 2009: Die Nachtigall des Zaren von Christine Wunnicke nach Filippo Balatri, Regie und Erzähler: Robert Joseph Bartl

Bayerisches Staatsschauspiel München (Residenztheater)
- 2013: Stiller von Max Frisch, Regie: Tina Lanik, Rolle: Knobel
- 2010: Die Geburtstagsfeier von Harold Pinter, Regie: Thomas Langhoff, Rolle: McCann
- 2009: Diesseits von Thomas Jonigk, Regie: Tina Lanik, Rolle: diverse
- 2008: Ich, Feuerbach von Tankred Dorst, Regie: Veit Güssow, Rolle: Feuerbach
- 2008: Romeo und Julia von Shakespeare, Regie: Tina Lanik, Rolle: Bruder Lorenzo
- 2007: Woyzeck von Georg Büchner, Regie: Martin Kusej, Rolle: Ein Ausrufer
- 2006: Tänzerinnen + Drücker (UA) von Franz Xaver Kroetz, Regie: Franz Xaver Kroetz, Rolle: Drücker
- 2006: Brand von Henrik Ibsen, Regie: Thomas Langhoff, Rolle: Der Lehrer
- 2005: Suburban Motel von George F. Walker, Regie: Jochen Schölch, Rolle: Pornoregisseur
- 2005: Der eingebildete Kranke von Moliere, Regie: Thomas Langhoff, Rolle: Thomas Diafoirus
- 2004: Herzog Theodor von Gothland von Chr. Dietrich Grabbe, Regie: Tina Lanik, Rolle: Olaf, König von Schweden
- 2004: Maß für Maß von Shakespeare, Regie: Dieter Dorn, Rolle: Seich, Barnadin
- 2004: Prominentenball von Georg Ringsgwandl, Regie: Georg Ringsgwandl, Rolle: Michael Dachs
- 2003: Die Wände von Jean Genet, Regie: Dieter Dorn, Rolle: diverse
- 2003: Peanuts (DEA) von Fausto Paradivino, Regie: Tina Lanik, Rolle: Buddy
- 2002: Titus Andronicus von Shakespeare, Regie: Elmar Goerden, Rolle: Saturninus
- 2002: Der Bauer als Millionär von Ferdinand Raimund, Regie: Franz Xaver Kroetz, Rolle: Lorenz
- 2002: Der Narr und seine Frau heute abend in Pancomedia von Botho Strauß, Regie: Dieter Dorn, Rolle: Der transvestitische Engel u. a.
- 2001: Der Kaufmann von Venedig von Shakespeare, Regie: Dieter Dorn, Rolle: Lancelot Gobbo

Schauspiel Frankfurt am Main
- 2001: König Lear von Shakespeare, Regie: Peter Eschberg, Rolle: Edgar
- 2001: Geschichten aus dem Wiener Wald von Ödön von Horváth, Regie: Peter Eschberg, Rolle: Havlitschek
- 2000: Sommernachtstraum von Shakespeare, Regie: Peter Eschberg, Rolle: Zettel
- 2000: King Kongs Töchter von Theresia Walser, Regie: Thomas Schulte-Michels, Rolle: Rolfi

Burgtheater in Wien
- 1999: Glaube, Liebe, Alkohol, Gala zum Millenium-Sylvester eingerichtet von Kurt Palm, Rollen: diverse
- 1999: Cyrano de Bergerac von Edmond Rostand, Regie: Sven-Eric Bechtolf, Rolle: Gasconnier Kadett

Wiener Festwochen / Co-Produktion mit Kampnagel (Hamburg)
- 1999: Penthesilea „killed by p.“ nach Heinrich von Kleist, Regie: Ute Rauwald, Rolle: Achill

## Auszeichnungen
- 1998: Max-Reinhardt-Preis
- 2005: Bayerischer Kunstförderpreis
- 2007: Kurt-Meisel-Förderpreis des Vereins der Freunde des Bayerischen Staatsschauspiels
- 2013: Freizeitrose (Kurier, Österreich) für die Darstellung in Unter der Treppe, zusammen mit Marcello de Nardo
- 2016: Hersfeld-Preis für das Ensemble von Krabat mit Robert Joseph Bartl als Meister
- 2017: Zuschauerpreis der Bad Hersfelder Festspiele für seine Rolle als Thomas Cajetan in Martin Luther – Der Anschlag